# آخرین روزها
آخرین روزها (به انگلیسی: Last Days) فیلمی ساخته گاس ون سنت محصول سال ۲۰۰۵ آمریکا است. داستان این فیلم الهام گرفته از آخرین روزهای زندگی کرت کوبین، رهبر گروه موسیقی نیروانا است. ون سنت این فیلم را به عنوان آخرین قسمت از سه‌گانهٔ مرگش پس از جری و فیل معرفی کرده‌است.

## داستان
آخرین روزها روایتگر داستان آخرین روزهای زندگی بلیک خواننده پریشان راک است که به مواد مخدر آلوده شده و در خانه قصرگونه‌اش، خود را منزوی کرده‌است. او با آغوشی باز پذیرای مرگ است و سرانجام خودکشی می‌کند. داستان فیلم یادآور واپسین روزهای زندگی کرت کوبین خواننده و نفر اول گروه موسیقی نیروانا است.

## فرایند تولید

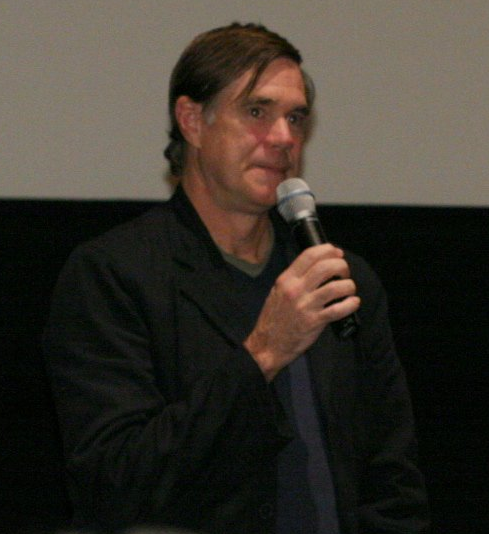
عکس ون سنت

ون سنت در آغاز قصد داشت از طریق فراخوان عمومی، جوانان شاغل در موسیقی راک اند رول را به‌عنوان بازیگران فیلم برگزیند که این کار به نتیجه نرسید. سرانجام مایکل پیت به‌عنوان بازیگر نقش اصلی انتخاب شد. همچنین هارمونی کورین کارگردان سینما و دوست ون سنت در نقش کوتاهی در فیلم ظاهر شده‌است.
همه ترانه‌هایی که در فیلم شنیده می‌شوند، توسط خود مایکل پیت، با سبکی بسیار شبیه به سبک گیتار نواختن و خواندن کرت کوبین، اجرا شده‌اند.